# Haplochorema decus-sylvae
Haplochorema decus-sylvae là một loài thực vật có hoa trong họ Gừng. Loài này được (Hallier f.) Valeton mô tả khoa học đầu tiên năm 1918.